# Táchira
Táchira je jeden ze třiadvaceti států Venezuely. Nachází se v západní části země u hranice s Kolumbií. Má rozlohu 11 100 km² (šestnáctý největší v zemi) a žije v něm okolo milionu a čtvrt obyvatel (devátý nejlidnatější). Je tvořen 29 municipalitami, hlavním městem je San Cristóbal. Státem je od roku 1899.

## Geografie
Většinu území Táchiry zaujímají Andy, nejvyšším vrcholem je Pico El Púlpito (3942 m). Nejvýznamnější řekou je pohraniční Táchira – název řeky i státu pochází z čibčského výrazu pro dávivec bavlníkolistý. Na území státu se nachází národní park Chorro El Indio.

## Ekonomika
Ekonomika státu stojí na dřevozpracujícím a potravinářském průmyslu. Táchira produkuje většinu venezuelské kávy, také na státní vlajce je vyobrazena rostlina kávovníku. Pěstuje se také cukrová třtina, plantainy, ananasy, tabák a fazole, významnou roli hraje chov dobytka. Stát má bohaté zásoby černého uhlí, mědi a uranu, v minulosti se těžila také ropa, po vyčerpání ložisek se těžba přesunula do sousedního státu Zulia.

## Sport
Jezdí se zde cyklistický etapový závod Vuelta al Táchira, místní fotbalový klub Deportivo Táchira je osminásobným mistrem Venezuely.

## Zajímavost
Táchira má přezdívku Země prezidentů (Tierra des Presidentes), v tomto malém státě se narodilo sedm mužů, kteří ve dvacátém století stanuli v čele Venezuely: Cipriano Castro, Juan Vicente Gómez, Eleazar López Contreras, Isaías Medina Angarita, Marcos Pérez Jiménez, Carlos Andrés Pérez a Ramón José Velázquez. Podle tohoto státu byl pojmenován jeden ze dvou dosud známých venezuelských dinosaurů – Tachiraptor admirabilis.